# Acanthodelta illustrata
Acanthodelta illustrata là một loài bướm đêm trong họ Noctuidae.